# 2011 في أستراليا
فيما يلي قوائم الأحداث التي وقعت خلال عام 2011 في أستراليا.

## سياسة

### تعيين في المنصب
- 24 يناير – لارا جيدينجز Premier of Tasmania [الإنجليزية]‏.
- 1 يوليو – آن أوركهارت عضو مجلس الشيوخ الأسترالي [الإنجليزية]‏.

## رياضة
- 1 يناير – أستراليا المفتوحة 2011
- 27 مارس – جائزة أستراليا الكبرى 2011 الفائز سباستيان فيتل.

## ظهور
- 1 يناير – 5 سيكوندس أوف سمر

## أفلام
من الأفلام التي صدرت هذه السنة في أستراليا:
- 1 يناير – شرلوك هولمز: لعبة ظلال من إخراج غاي ريتشي.
- 23 سبتمبر – نخبة قتلة من إخراج Gary McKendry [الإنجليزية]‏.

## برامج ومسلسلات وأنمي
- مدمرو الخرافات

## وفيات

### مايو
- 8 مايو – ليونيل روز (مواليد 1948) ملاكم أسترالي.
- 21 مايو – بيل هنتر (مواليد 1940) ممثل أسترالي.